# Lucas Eguibar
Lucas Eguibar Bretón (San Sebastián, 9 februari 1994) is een Spaanse snowboarder. Hij vertegenwoordigde zijn vaderland op de Olympische Winterspelen 2014 in Sotsji en op de Olympische Winterspelen 2018 in Pyeongchang.

## Carrière
Op de FIS wereldkampioenschappen snowboarden 2011 in La Molina eindigde Eguibar als 51e op de snowboardcross. Bij zijn wereldbekerdebuut, in januari 2012 in Veysonnaz, scoorde de Spanjaard direct wereldbekerpunten. In Stoneham nam Eguibar deel aan de FIS wereldkampioenschappen snowboarden 2013. Op dit toernooi eindigde hij als dertiende op het onderdeel snowboardcross. In maart 2013 stond de Spanjaard in Arosa voor de eerste maal in zijn carrière op het podium van een wereldbekerwedstrijd. Tijdens de Olympische Winterspelen van 2014 in Sotsji eindigde Eguibar als zevende op de snowboardcross.
Op de FIS wereldkampioenschappen snowboarden 2015 in Kreischberg eindigde de Spanjaard als 25e op het onderdeel snowboardcross. Op 14 maart 2015 boekte hij in Veysonnaz zijn eerste wereldbekerzege. In het seizoen 2014/2015 veroverde Eguibar de wereldbeker snowboardcross. In de Spaanse Sierra Nevada nam de Spanjaard deel aan de FIS wereldkampioenschappen snowboarden 2017. Op dit toernooi veroverde hij de zilveren medaille op de snowboardcross, samen met Regino Hernández behaalde hij de zilveren medaille op de snowboardcross voor landenteams. Tijdens de Olympische Winterspelen van 2018 in Pyeongchang eindigde hij als 33e op het onderdeel snowboardcross.
Op de FIS wereldkampioenschappen snowboarden 2019 in Park City eindigde Eguibar als vierde op de snowboardcross. In Idre Fjäll nam de Spanjaard deel aan de FIS wereldkampioenschappen snowboarden 2021. Op dit toernooi werd hij wereldkampioen op de snowboardcross.

## Resultaten

### Olympische Winterspelen
| Jaar | Plaats      | Resultaten         |
| ---- | ----------- | ------------------ |
| 2014 | Sotsji      | 7e Snowboardcross  |
| 2018 | Pyeongchang | 33e Snowboardcross |

### Wereldkampioenschappen
| Jaar | Plaats        | Resultaten                           |
| ---- | ------------- | ------------------------------------ |
| 2011 | La Molina     | 51e Snowboardcross                   |
| 2013 | Stoneham      | 13e Snowboardcross                   |
| 2015 | Kreischberg   | 25e Snowboardcross                   |
| 2017 | Sierra Nevada | Snowboardcross · Snowboardcross team |
| 2019 | Park City     | 4e Snowboardcross                    |
| 2021 | Idre Fjäll    | Snowboardcross                       |

### Wereldbeker
Eindklasseringen
| Seizoen   | SBX   |
| --------- | ----- |
| 2011/2012 | 57e   |
| 2012/2013 | 13e   |
| 2013/2014 | 8e    |
| 2014/2015 | Goud  |
| 2015/2016 | Brons |
| 2016/2017 | 11e   |
| 2017/2018 | 6e    |
| 2018/2019 | 4e    |
| 2019/2020 | 4e    |

Wereldbekerzeges
| Datum         | Plaats        | Onderdeel      |
| ------------- | ------------- | -------------- |
| 14 maart 2015 | Veysonnaz     | Snowboardcross |
| 6 maart 2016  | Veysonnaz     | Snowboardcross |
| 16 maart 2019 | Veysonnaz     | Snowboardcross |
| 7 maart 2020  | Sierra Nevada | Snowboardcross |